# Подводные лодки типа «Сирсе»
Подводные лодки типа «Сирсе» (фр. Classe Circé ) — серия «С» 600-тонных подводных лодок французского флота, построенных перед Второй мировой войной по программе 1922 года. По французской классификации являлись подводными лодками 2-го класса (водоизмещением менее 1000 тонн). Предназначались для защиты побережья от вражеских кораблей и действий на коммуникациях в Средиземном море. Все 4 лодки были построены по проекту М. Лобёфа на верфи «Шнейдер» в городе Шалон-сюр-Сон.

## Конструкция и вооружение
Субмарины имели полуторакорпусную конструкцию и рабочую глубину погружения 80 метров.
Вооружение было представлено семью 550-мм ТА, только один из которых (носовой) располагался в пределах прочного корпуса , с единственной запасной торпедой. Два других носовых и два кормовых ТА размещались вне прочного корпуса и не имели запасных торпед. Два 550-мм ТА были установлены в двухтрубной поворотной установке за рубкой. Артиллерийское вооружение состояло из 75-мм орудия, установленного на палубе перед рубкой.

## Список подводных лодок
| Подводная лодка                 | Спущена на воду | Начало службы | Конец службы |
| ------------------------------- | --------------- | ------------- | --- |
| Сирсе (Цирцея) (фр. Circé)      | 29.10.1925      | 29.01.1927    | захвачена немцами в Бизерте и передана итальянцам, переименована в FR-117, но в строй не вводилась, затоплена 6.05.1943 |
| Калипсо (Калипсо) (фр. Calypso) | 15.01.1926      | 12.05.1928    | захвачена немцами в Бизерте и передана итальянцам, но в строй не вводилась, уничтожена союзной авиацией 30.01.1943      |
| Тети (Фетида) (фр. Thétis)      | 30.06.1927      | 24.02.1928    | затоплена в Тулоне 27.11.1942                                                                                           |
| Дори (Дорида) (фр. Doris)       | 25.11.1927      | 26.05.1928    | потоплена 9.05.1940 у побережья Голландии германской субмариной U-9                                                     |